# Bourn Hall

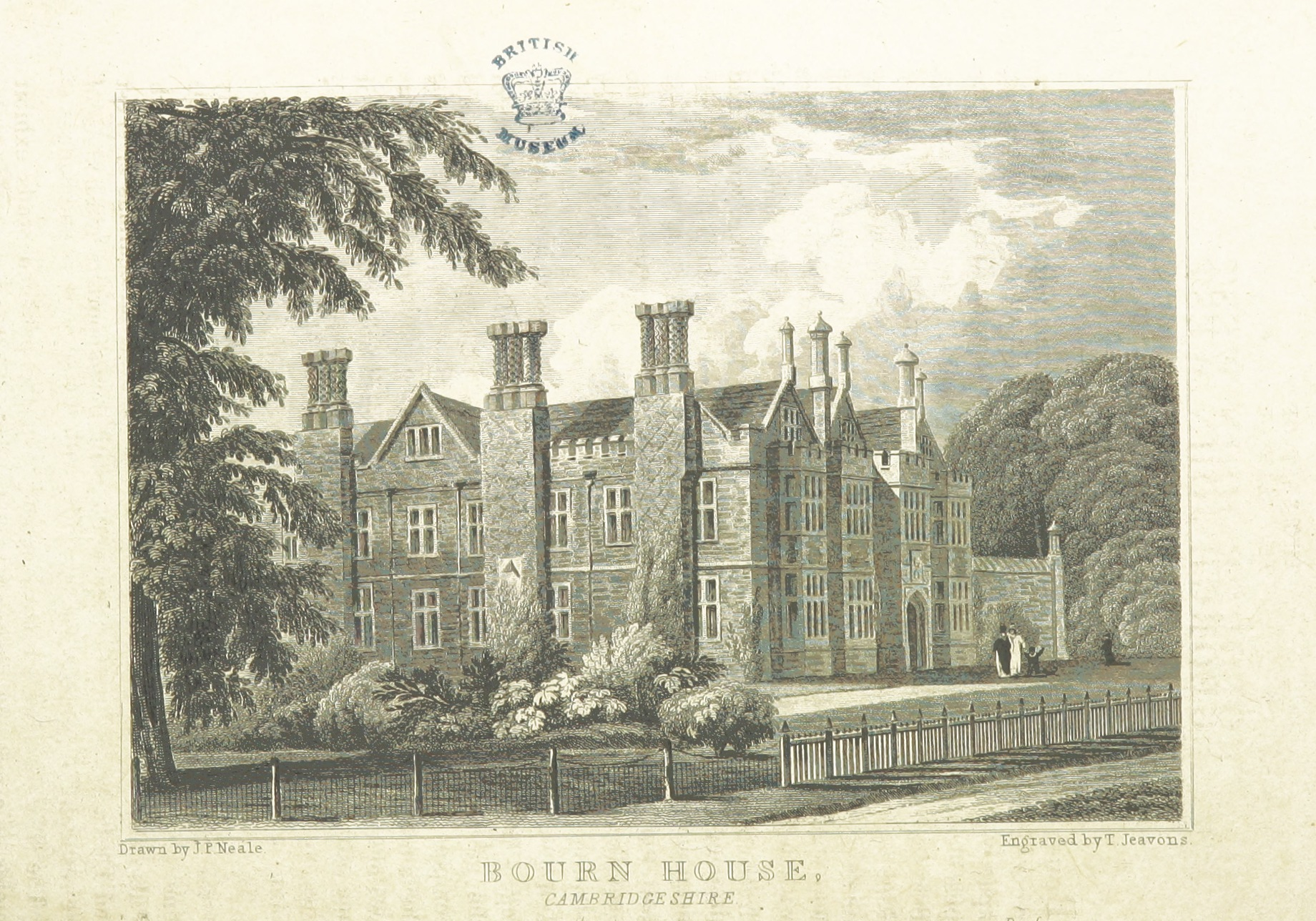
Bourn Hall 1818

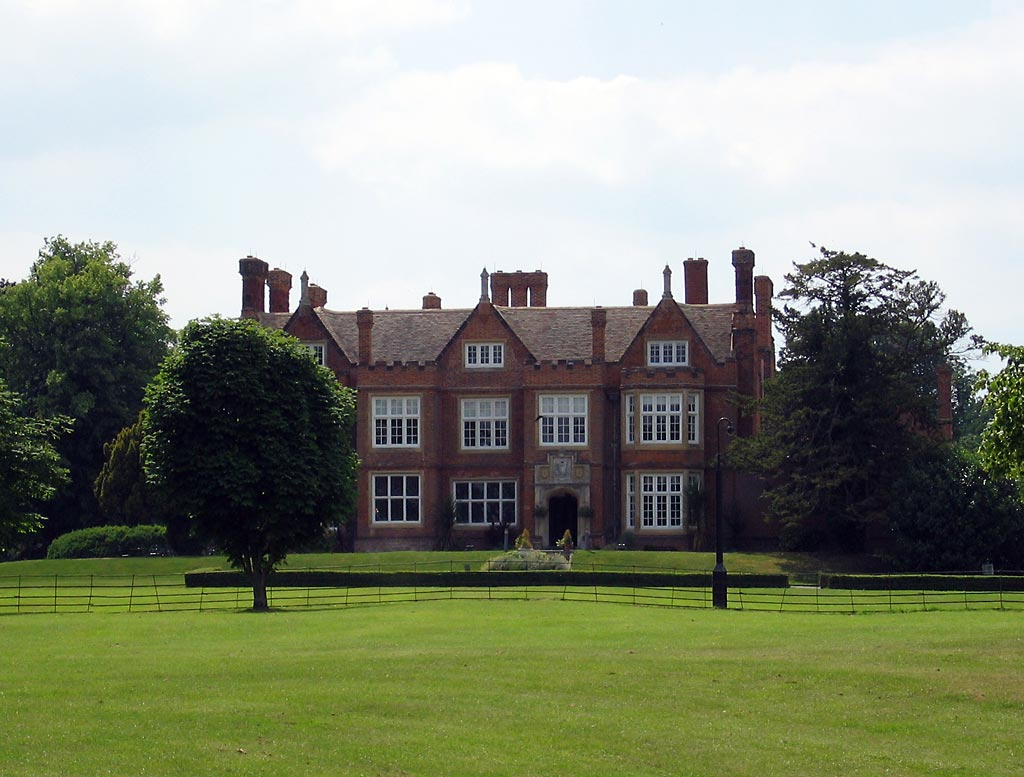
Bourn Hall Clinic

Bourn Hall ist ein Landhaus im Dorf Bourn im Südteil der englischen Grafschaft Cambridgeshire.
Das Haus wurde auf dem Gelände der ehemaligen Burg Bourn Castle errichtet, die während des Bauernaufstands von 1381 niedergebrannt worden war. Anfang des 16. Jahrhunderts wurde ein Fachwerkhaus gebaut, an das 1602 von der Familie Hagar ein dreiseitiges Landhaus angebaut wurde. Die Regenwasserausläufe an der Frontfassade tragen heute noch die Initialen von John und Francis Hagar.
Die Familie Hagar verließ 1733 Bourn Hall und dann gehörte das Anwesen bis 1883 der Familie De La Warr. In dieser Zeit besuchten Königin Victoria und Prinz Albert Bourn, während sie in Wimpole Hall weilten. Die letzte Familienverbindung mit dem Dorf war Lady Mary, Tochter des 7. Earls de la Warr und Gattin von Major Griffin, die das Landhaus 1921 kaufte und dort bis 1957 lebte. Dann erwarben Peter und Ann King das Anwesen. 1980 kauften Patrick Steptoe und Robert Edwards Bourn Hall und bauten es zu einer weltbekannten Klinik zur Behandlung von Unfruchtbarkeit aus.